# Tokyo torico

## 概要
tokyo toricoとは、日本のレコード会社である。
2015年、インターネット放送局のWALLOPが、誰もが虜になる女性アーティストを東京から発信する事を目的に設立。
販売をユニバーサルミュージック (日本)に委託している。
WALLOPには同名の番組があり、PIP:Platonics Idol Platformが出演している。

## ディストリビューション
- ユニバーサルミュージック (日本)

## 所属アーティスト
- 桃井はるこ
- 永野希
- G☆Girls
- notall
- PIP : Platonics Idol Platform